# 閱讀起步走

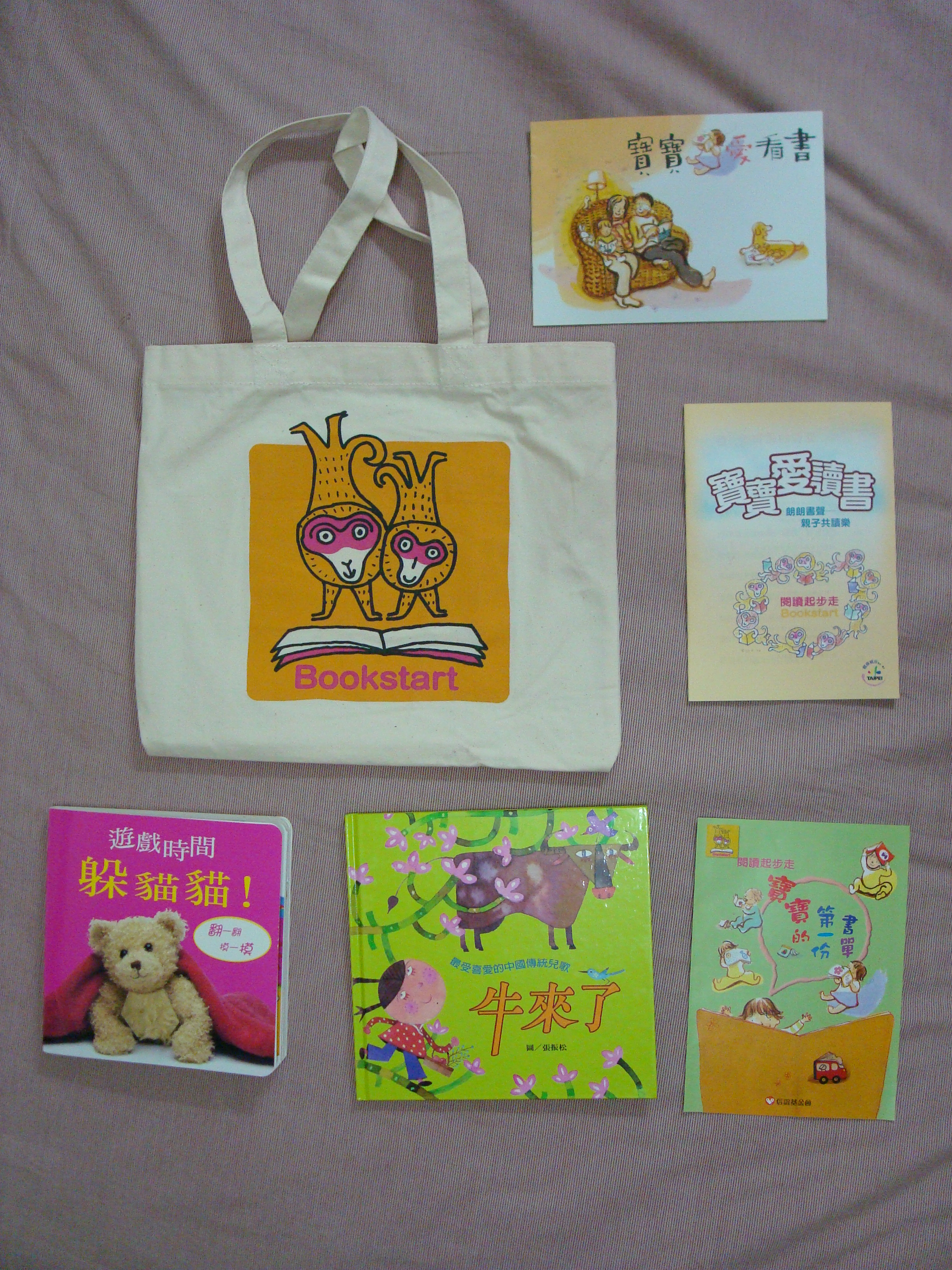
台灣2008年閱讀起步走活動所發出的閱讀禮帶及其內容。

閱讀起步走（英文名稱：Bookstart）是一項推廣讓幼兒提早開始養成閱讀習慣的活動。活動內容通常會與童書出版商以及當地圖書館合作，以「禮物袋」的形式提供六個月以上之幼兒家長數本的免費童書，以及一份推薦的童書清單，並指導家長培養幼兒養成閱讀習慣的方法，後續再配合圖書館舉辦之各項活動直到三歲學齡前；希望能讓幼兒從出生起就能開始接觸書本，藉此養成未來持續閱讀的習慣。
活動最初是從1992年英國伯明罕開始推廣，由圖書信託基金會、伯明罕大學教育學院及伯明罕當地的衛生機構和圖書館共同發起。除英國以外，目前此活動以推展至歐洲各國、日本、韓國、泰國、台灣、澳洲等地。台灣則是由信誼基金會與各地方政府合作進行推廣，其中台中縣各鄉鎮之圖書館(現已納入臺中市立圖書館)與台北市立圖書館為目前主要的協助推廣單位。

## 推廣歷史
閱讀起步走活動是由曾任中學校長的溫蒂·庫琳（Wendy Cooling）女士所發起，最初是在1992年以實驗性的方式在伯明罕進行，利用兒童保健人員到7至9個月大之幼兒家中進行健康檢查時，免費贈送由圖書信託基金會及圖書館共同提供的圖書禮袋給幼兒家長；並在之後的五年內，有超過60個類似的計畫在英國國內陸續實施；同時在後續追縱調查中發現，獲得贈書的家庭，除了幼兒以外，全家人對閱讀的興趣也都會增加，而且從小就接觸書本的幼兒在就學後，其各項成績也優於其他小孩。因此在1998年，英國的連鎖超市森寶利首先贊助六百萬英鎊的經費，將此活動推行到全英國，之後並帶動了許多機關、基金會及出版社的贊助共同參予此活動；到2000年時，全英國約有92%的幼兒參與了此活動。在2005年時，更進一步由英國政府編列兩千七百萬英鎊的費用，發出450萬份禮袋給全英國四歲以下之幼兒。
2001年日本獲得圖書信託基金會授權，開始在日本複製英國的模式，成立了非營利的法人組織來推行此活動；之後2004年韓國、2005年泰國、2006年台灣也陸續加入。

### 台灣

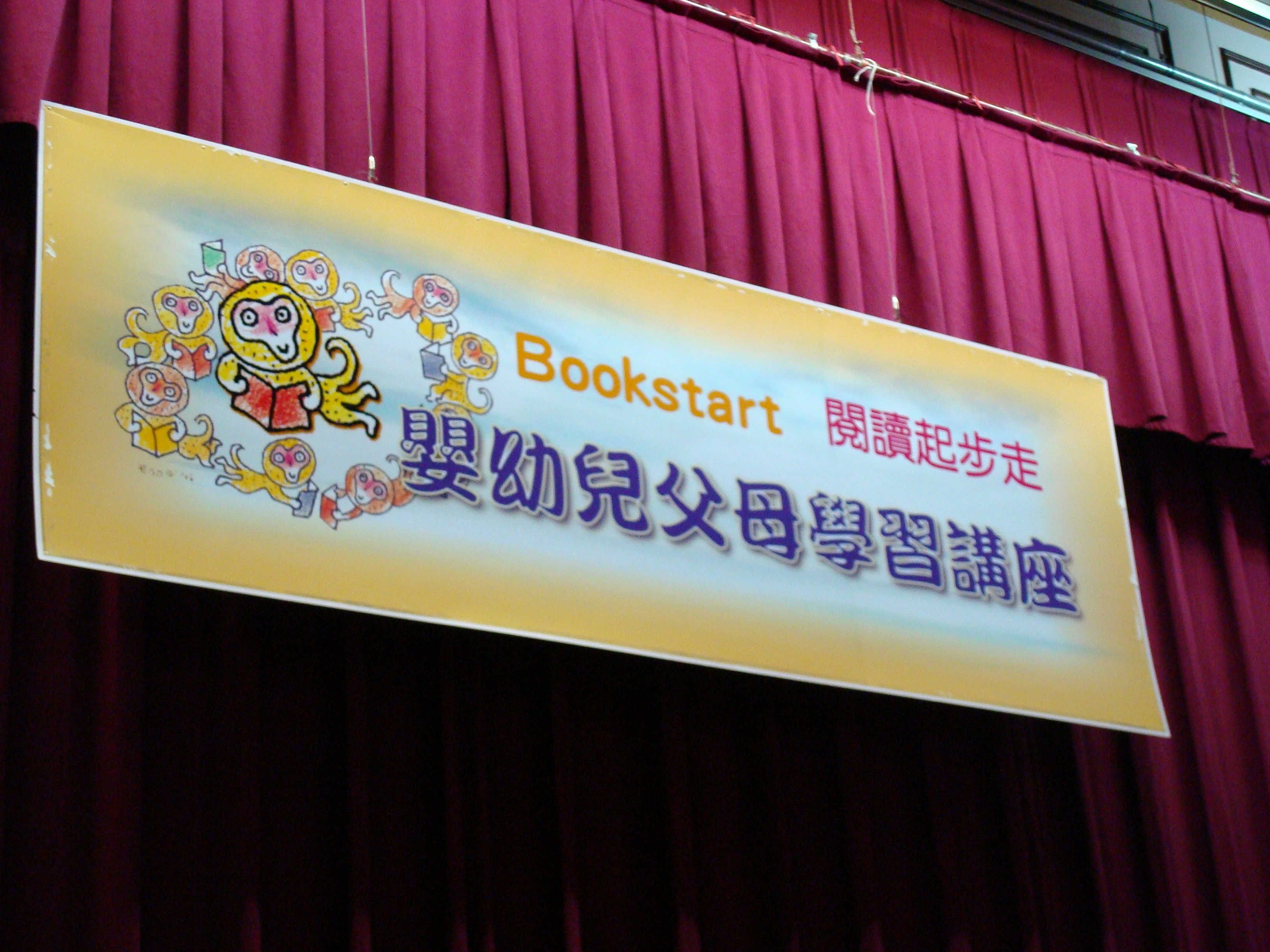
於台北市立圖書館所舉辦的閱讀起步走-嬰幼兒父母學習講座

台灣最初的閱讀起步走活動是在2003年，由於當年台中縣（現已合併為臺中市）定為「2003中縣閱讀年」，因此臺中縣文化局委託沙鹿鎮立深波圖書館試辦「圖書起跑線Bookstart運動」，並在之後兩年擴大活動為「臺中縣圖書起跑線Bookstart閱讀植根計畫」，活動範圍增加至神岡鄉、太平市、后里鄉、大甲鎮。
2005年11月，信誼基金會獲得英國圖書信託基金會之授權，得開始使用「Bookstart」之名稱，並決定以「閱讀起步走」為活動之中文名稱。隔年開始與臺中縣政府和台北市政府合作，將此活動推展至台中縣各鄉鎮及臺北市；之後並持續將活動推廣到其他縣市。
至2010年起，全台灣先後已有台中縣（現為臺中市的一部份）、台北市、嘉義縣、宜蘭縣、高雄縣大樹鄉（今高雄市大樹區）、台中市、彰化縣埔鹽鄉、臺北縣、嘉義縣竹崎鄉、桃園縣、屏東縣屏東市、嘉義市、新竹市參予此活動。
同時在2009年起，教育部也開始推動此活動進入國民小學，國小新生也會獲得一份閱讀禮袋及一本書，總共提供100套書籍。

## 外部連結
| 英國 - （英文） Booksrart （页面存档备份，存于）（圖書信託基金會） 台灣 - （繁體中文） Bookstart閱讀起步走 （页面存档备份，存于）（信誼基金會） - （繁體中文） Bookstart閱讀起步走（臺北市立圖書館） | 日本 - （日語） ブックスタート （页面存档备份，存于） 韓國 - （） Bookreader 泰國 - （泰文） ThayBby （页面存档备份，存于） |